# Sistem audio MT 3220

## Amplificatorul stereo 3220

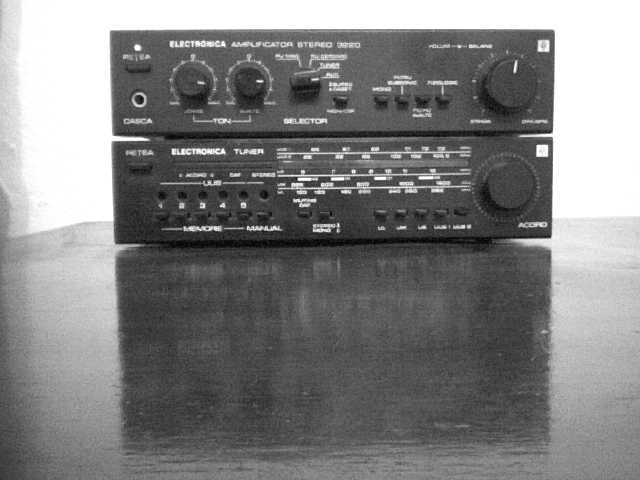
Amplificatorul cu tunerul

Amplificatorul stereo 3220 reprezintă una din cele trei componente ale sistemului stereo tip miniturn MT 3220. 
Construcția sistemului a fost realizată de fabrica I.I.S. Electronica București.

### Date tehnice
- sursa de alimentare: 220V ± 10% la 50 Hz

- impedanța de sarcină: 8 Ω

- puterea nominală: minim 2 x 20 W / 8 Ω ( pe spate aparatului este marcat 2 x 35 W )

- distorsiuni armonice: tip 0,5 % în banda 40 - 16000 Hz

- caracteristica de frecvență: 20-20000 Hz cu o neuniformitate de ± 1,5 %

- raport semnal/zgomot:         
  - tip 75 dB pentru intrările PU-ceramic, tuner, casetofon, auxiliar
  - tip 65 dB pentru intrarea PU-magnetic

- sensibilitatea:
  - tip 250 mV pentru intrările PU-ceramic, tuner, casetofon, auxiliar
  - tip 2,5 mV pentru intrarea PU-magnetic

- semiconductoare :             
  - tranzistoare       41 buc.
  - diode             21 buc.
  - punte redresoare   1 buc.

- amplificatorul are prevăzute:   
  - reglaj de volum simultan pe ambele canale cu și fără corecție fiziologică
  - reglaj balans
  - filtru sub sonic
  - filtru pentru frecvențe înalte
  - reglaj ton separat pe frecvențe înalte și joase
  - mufă cască stereo auto deconectabilă
  - 5 intrări stereo

- dimensiuni fizice: 280 x 65 x 250 mm

- masa aproximativa: 4,5 Kg